# Eloy (band)
Eloy is een Duitse rockband, de stijl van de groep omvat spacerock en progressieve rock. De naam van de band komt van een fictief ras met de naam Eloi uit de klassieker De Tijdmachine van H. G. Wells. De groep werd in 1969 door gitarist Frank Bornemann opgericht, hij zou doorheen de talloze veranderingen in bezetting het enige vaste lid blijven. Vanaf de jaren tachtig zou de band wat commerciëler gaan klinken. Ondanks de vele kritiek die de band soms kreeg, kent die een groot aantal fans.
De groep was eigenlijk als schoolband opgericht en won in 1970 een talentenjacht, waarop ze twee van hun composities bij een onafhankelijk platenlabel als single konden uitbrengen. In 1971 nam de groep in Hamburg z'n eerste album op. De overstap naar een groot platenlabel kwam er in 1973, toen een akkoord met EMI werd bereikt. In de daaropvolgende jaren zou Eloy een van de invloedrijkste groepen in de rockscene van de jaren zeventig worden. De albums werden steeds beter verkocht en een hoogtepunt werd bereikt met het bekendste en succesvolste Eloy-album Silent Cries and Mighty Echoes, dat in 1979 uitgebracht werd. Rond deze periode speelde de band in een bezetting met Frank Bornemann (gitaar en zang), Klaus-Peter Matziol (basgitaar), Detlev Schmidtchen (keyboard) en Jürgen Rosenthal (drums), die ook de teksten schreef. Ondanks ettelijke crisissen, waarbij het gevestigde geluid van Eloy wezenlijk zou veranderen, slaagde Frank Bornemann erin de lijn tot 1984 voort te zetten.
Na een afscheidstournee door Groot-Brittannië, waar de groep ook veel fans had en enkele concerten door de BBC opgenomen, ontbond de groep zich voor anderhalf jaar.
De volgende projecten vonden alle onder leiding van Frank Bornemann plaats, met nieuw vast bandlid Michael Gerlach op toetsen maar met vele verschillende andere bandleden.
Na aandringen van fans besluit Frank Bornemann de oude band, bestaande uit Hannes Arkona, Hannes Folberth, Fritz Randow en Klaus Peter Matziol, bij elkaar te halen om oude nummers in een nieuw (modern) jasje te steken, wat resulteert in Cronicles I en Cronicles II.
Vanaf The Tides Return Forever is Klaus Peter Matziol weer de vaste bassist van de band.
Tijdens de latere jaren werd in 1998 het album Ocean 2 enthousiast door de fans onthaald; het album betekende een terugkeer naar het klassieke symfonische progressieve genre waarvoor de band bekend was geworden. Als sequel op het originele album uit 1977 wordt het als waardige opvolger voor die klassieker gezien.
In de jaren 2020 bracht Eloy een trilogie van albums uit over de historische figuur Jeanne d'Arc : The vision, the sword and the pyre – Part I, The vision, the sword and the pyre – Part II en Echoes From the Past.

## Discografie
- 1971 - Eloy
- 1973 - Inside
- 1974 - Floating
- 1975 - Power and the passion
- 1976 - Dawn
- 1977 - Ocean
- 1978 - Eloy Live
- 1979 - Silent Cries and Mighty Echoes
- 1980 - Colours
- 1981 - Planets
- 1982 - Time to turn
- 1983 - Performance
- 1984 - Metromania
- 1985 - Codename Wildgeese
- 1988 - Ra
- 1992 - Destination
- 1993 - Chronicles 1 (oude stukken opnieuw opgenomen)
- 1994 - Chronicles 2 (idem)
- 1994 - The tides return forever
- 1998 - Ocean 2 - The answer
- 2009 - Visionary
- 2017 - The vision, the sword and the pyre – Part I
- 2019 - The vision, the sword and the pyre – Part II
- 2023 - Echoes from the Past

Compilaties
- 1991 - Rarities
- 1996 - Best of
- 2003 - Timeless passages